# 千本松喜兵衛
千本松 喜兵衛（せんぼんまつ きへえ、1953年1月18日 - 2021年7月26日）は、新潟県柏崎市出身の俳優。血液型はB型。悪役商会所属。本名は内山 幸祐。
強面な容姿とは裏腹に悪代官シリーズの悪代官役などコミカルな役で名を馳せたが、2021年7月26日、病のため死去。68歳没。

## 人物
- 178cm、100kgという体格に加えて、柔道黒帯を持つ。
- 強面な容姿から『顔面陳列罪』の異名を持っていた。
- 難関資格である一級建築士免許を所持している。

## 出演

### テレビ
- 『ぷっ』すま（テレビ朝日） - ビビリ劇団の一人として出演。
- 未来戦隊タイムレンジャー（2000年、テレビ朝日）金城銅山、大家さん役[注釈 1]
- 身辺警護 (テレビドラマ)（2000年、日本テレビ）
- 特命!刑事どん亀（2006年、TBS）
- 美の壺 正月特番 「新春“邸宅スペシャル”」（2013年1月1日、NHK）
- 孤独のグルメ Season3 第1話 （2013年7月10日、テレビ東京） - 南木(着物屋主人) 役
- ハロー張りネズミ（2017年） ‐ 蛭田庄次郎 役

### 映画
- しゃったぁず・4（2010年、アチーブス） - 三池亘 役
- 帝一の國（2017年、） - 黒岩五十六 役

### ゲーム
- 悪代官シリーズ（グローバル・A・エンタテインメント） - 悪代官 役 ※主役
- 江戸もの（グローバル・A・エンタテインメント） - 悪徳川家康 役、悪徳川十三兄弟 役
- 大江戸千両箱 - 悪徳川兄弟 役

### プロモーションビデオ
- 七転八起☆至上主義!／KOTOKO